# Gerhard Heer
Gerhard Heer, född den 19 december 1955 i Tauberbischofsheim, Tyskland, är en västtysk fäktare som tog OS-guld i herrarnas lagtävling i värja i samband med de olympiska fäktningstävlingarna 1984 i Los Angeles.